# Ян Єсенський
Ян Єсенський (іноді Єссеніус, нім. Johannes Jessenius, угор. Jeszenszky János, словац. Ján Jesenský; 27 грудня 1566 — 21 червня 1621) був богемським лікарем, політиком та філософом.

## Раннє життя
Він був зі старої дворянської родини Єсенських, що походила з Королівства Угорщини. Він представляв себе у своїх творах як Ungarus («угорський лицар»). За даними вчених, він мав словацький, польський або німецький корінь. Його батько, Болдісар Ешенскій де Надьєссен, покинув комітат Турок (нині Турієцький район у Словаччині) через військову кампанію Османської імперії проти Верхньої Угорщини і оселився в Сілезії в 1555 році.
Єсеній народився у Бреслау, де навчався в гімназії Єлізавети. З 1583 р. навчався в університеті Віттенберга, з 1585 р. в Лейпцизькому університеті, а з 1588 р. в Падуанському університеті.

## Професійні досягнення
Його найважливішою філософською роботою був Зороастр (1593), робота універсальної філософії, яка намагалася відновити втрачену мудрість древніх.
З 1593 року Ян був лікарем саксонського князя, а з 1594 професором анатомії в університеті Віттенберга. Після 1600 року він оселився в Празі як професор і анатомічний консультант Рудольфа II, короля Чехії і імператора Святої Римської імперії.
У 1600 році він привернув значний суспільний інтерес, провівши публічний розтин у Празі. (Записки аутопсії були опубліковані в 2005 році видавництвом Карлового університету Праги Каролінум.)
У 1617 р. обраний ректором Празького Карлового Університету.

## Політична кар'єра
Він також був дипломатом і оратором, і після скидання Габсбургів у землях корони Богемії він зробив кілька дипломатичних місій до богемських дворянства і новообраного короля Фредеріка Пфальцького.
У 1618 році Ян був заарештований у Прессбурзі (сьогодні: Братислава, Словаччина) після того, як його послав депутат богемського дворянства, і був ув'язнений у венську в'язницю. У грудні він був звільнений в обмін на двох полонених Габсбургів. Є легенда, що перед звільненням він написав на стіні тюремної камери напис IMMMM. Фердинанд пояснив це як Imperator Mathias Mense Martio Morietur (лат. «Імператор Матіас помре в березні»), і він написав ще одне пророцтво: Iesseni, Mentiris, Mala Morte Morieris («Єсеній, ти брешеш, ти помреш жахливою смертю»).
Обидва передбачення збулися: імператор Матіас помер у березні 1619 року, а Єсеній був заарештований після поразки короля Богемії Фредеріка імператором Фердинандом II у 1620 році (битва на Білій горі) і страчений разом з 26 іншими лідерами богемського дворянства на Староміській площі Праги в 1621 році.